# Хермсдорф (Тирингија)
Хермсдорф (њем. Hermsdorf) град је у њемачкој савезној држави Тирингија. Једно је од 93 општинска средишта округа Зале-Холцланд. Према процјени из 2010. у граду је живјело 8.517 становника. Посједује регионалну шифру (AGS) 16074041.

## Географски и демографски подаци
Хермсдорф се налази у савезној држави Тирингија у округу Зале-Холцланд. Град се налази на надморској висини од 330 m. Површина општине износи 7,5 km². У самом граду је, према процјени из 2010. године, живјело 8.517 становника. Просјечна густина становништва износи 1.134 становника/km².